# Campeonato Paraibano 1973
In 1973 werd het 63ste Campeonato Paraibano gespeeld voor voetbalclubs uit de Braziliaanse staat Paraíba. De competitie werd georganiseerd door de Federação Paraibana de Futebol. Campinense werd kampioen. 

## Eerste toernooi
| Plaats | Club              | Wed. | W | G | V | Saldo | Ptn. |
| ------ | ----------------- | ---- | - | - | - | ----- | ---- |
| 1.     | Campinense        | 7    | 7 | 0 | 0 | 22:4  | 14   |
| 2.     | Treze             | 7    | 5 | 0 | 2 | 17:5  | 10   |
| 3.     | Nacional de Patos | 7    | 3 | 2 | 2 | 8:7   | 8    |
| 4.     | Auto Esporte      | 7    | 2 | 2 | 3 | 10:10 | 6    |
| 5.     | Santa Cruz        | 7    | 2 | 2 | 3 | 9:13  | 6    |
| 6.     | Esporte           | 7    | 2 | 1 | 4 | 3:9   | 5    |
| 7.     | Santos            | 7    | 2 | 0 | 5 | 6:23  | 4    |
| 8.     | Guarabira         | 7    | 1 | 1 | 5 | 4:8   | 3    |

|  | Naar finale |

## Tweede toernooi
| Plaats | Club              | Wed. | W | G | V | Saldo | Ptn. |
| ------ | ----------------- | ---- | - | - | - | ----- | ---- |
| 1.     | Treze             | 7    | 5 | 1 | 1 | 31:4  | 11   |
| 2.     | Nacional de Patos | 7    | 4 | 3 | 0 | 9:3   | 11   |
| 3.     | Campinense        | 7    | 3 | 3 | 1 | 13:4  | 9    |
| 4.     | Santa Cruz        | 7    | 3 | 1 | 3 | 4:17  | 7    |
| 5.     | Auto Esporte      | 7    | 2 | 3 | 2 | 9:5   | 7    |
| 6.     | Esporte           | 7    | 0 | 5 | 2 | 4:13  | 5    |
| 7.     | Santos            | 7    | 1 | 1 | 5 | 2:14  | 3    |
| 8.     | Guarabira         | 7    | 0 | 3 | 4 | 6:18  | 3    |

|  | Play-off |

Play-off
| Team #1 | Tot.  | Team #2           | 1ste wed | 2de wed |
| ------- | ----- | ----------------- | -------- | ------- |
| Treze   | 2 - 0 | Nacional de Patos | 1 - 0    | 1 - 0   |

## Finale
| Team #1    | Tot.  | Team #2 | 1ste wed | 2de wed | 3de wed |
| ---------- | ----- | ------- | -------- | ------- | ------- |
| Campinense | 3 - 1 | Treze   | 0 - 0    | 1 - 0   | 2 - 1   |

### Kampioen
| Campeonato Paraibano de 1973    |
| Paraiba                         |
| ------------------------------- |
| CAMPINENSE Kampioen (10° titel) |